# آرشاک شاهومیان
آرشاک شاهومیان  بازیکن فوتبال بازنشسته در پست مدافع ارمنی‌تبار اهل ایران است.

## باشگاهی
از باشگاهایی که در توپ زده‌است می‌توان آرارات تهران را اشاره کرد.